# Lucas Fernando Patiño y Attendolo
Lucas Fernando Patiño y Attendolo, II marquès de Castelar (Milà, 26 de maig de 1700 - Saragossa, 14 de setembre de 1767) va ser un aristòcrata i militar espanyol, Capità general d'Aragó durant els regnats de Ferran VI i de Carles III d'Espanya.
Era fill del noble espanyol Baltasar Patiño Rosales, qui va rebre el marquesat de Castelar el 1693, i de la milanesa Ippolita Attendolo-Bolognini e Visconti. També era nebot del secretari d'estat José Patiño Rosales. En 1709 fou nomenat coronel d'infanteria i en 1718 va participar en l'expedició a Sicília. En 1720 ingressà a l'Orde de Sant Jaume i va ascendir a brigadier en 1728 i a mariscal de camp en 1732. Participà en la presa d'Orà i en la invasió de Nàpols, de manera que el 1734 ascendí a tinent general. Després de ser interinament Capità general d'Aragó (1740-1741), en 1742 va participar en l'expedició per incorporar Parma i Toscana a la corona espanyola, que li va permetre assolir el grau de capità general en 1746. Un cop tornat, va tornar a ser capità general d'Aragó de 1751 a 1754 i de 1760 fins a la seva mort en 1767.